# Калинівка (Приморська міська громада, Бердянський район)
Кали́нівка — село в Україні, у Приморській міській громаді Бердянського району Запорізької області. Населення становить 81 осіб.
Село тимчасово окуповане російськими військами 24 лютого 2022 року.

## Географія
Село Калинівка розташоване за 3 км від села Мануйлівка, біля витоку річки Корсак.

## Населення

### Мова
Розподіл населення за рідною мовою за даними перепису 2001 року:
| Мова       | Кількість | Відсоток |
| ---------- | --------- | -------- |
| українська | 53        | 65.43%   |
| російська  | 23        | 28.40%   |
| болгарська | 5         | 6.17%    |
| Усього     | 81        | 100%     |

## Історія
Село засноване 1927 року.
12 червня 2020 року, відповідно до розпорядження Кабінету Міністрів України № 713-р «Про визначення адміністративних центрів та затвердження територій територіальних громад Запорізької області», увійшло до складу Приморської міської громади.
17 липня 2020 року, в результаті адміністративно-територіальної реформи та ліквідації Приморського району, село увійшло до складу Бердянського району.